# Boris Dobašin
Boris Alexejevič Dobašin (rusky Борис Алексеевич Добашин; * 8. dubna 1966) je bývalý sovětský fotbalový obránce či záložník ruské národnosti.
Společně se svým bratrem Alexejem (* 1961) později podnikal ve stavebnictví.

## Fotbalová kariéra
Prošel Fotbalovou školou mládeže v Moskvě. V roce 1989 byl v kádru Dinama Moskva, nastupoval však pouze za B-mužstvo. V letech 1990–1991 hrál sovětskou druhou nejvyšší soutěž v abchazském Dinamu Suchumi. Roku 1991 se vrátil do Moskvy, do A-mužstva Dinama se však neprosadil. V nejvyšší soutěži debutoval až po pádu Sovětského svazu, v premiérovém ročníku ruské ligy se šesti starty podílel na druhé příčce Spartaku Vladikavkaz v konečné tabulce.
V československé nejvyšší soutěži nastoupil za Inter Bratislava v deseti utkáních, aniž by skóroval. Ve dvou zápasech byl vyloučen. Poprvé viděl červenou kartu hned při svém československém debutu v bratislavském derby hraném na hřišti Slovanu v neděli 25. října 1992 (Inter přesto vyhrál 3:2), podruhé musel předčasně opustit hřiště v neděli 2. května 1993 v Prešově, kde Inter nakonec prohrál 0:1.

## Ligová bilance
| Ročník                                   | Zápasy | Góly | Minuty | Klub                      |
| ---------------------------------------- | ------ | ---- | ------ | ------------------------- |
| Ruská Premier Liga 1992                  | 6      | 0    | –      | Spartak Vladikavkaz       |
| 1. československá fotbalová liga 1992/93 | 10     | 0    | –      | Inter Slovnaft Bratislava |
| CELKEM 1. LIGA                           | 16     | 0    | –      |                           |